# Bilsbek
Die Bilsbek ist ein rechter Bach der Pinnau. Sie entspringt im Himmelmoor zwischen Hemdingen und Quickborn und fließt durch die Gemeinden Ellerhoop, Borstel-Hohenraden, Tornesch und Prisdorf. Die Bilsbek-Niederung stellt einen wichtigen Naturraum dar, obwohl die Bilsbek in früheren Jahren in Teilbereichen reguliert wurde. Es gibt am Rande der Bilsbek noch Feuchtwiesen und Überschwemmungsgebiete. Die Bilsbek mündet auf Flusskilometer 15,4 in die Pinnau.
Die Bilsbek bildet an ihrem Unterlauf die Grenze zwischen der Gemeinde Prisdorf und der Stadt Tornesch, sie mündet am Dreigemeindeneck dieser Kommunen mit der Gemeinde Appen in die Pinnau.
Der Name des Baches leitet sich vom Bilsenkraut ab.
Es gibt einen Wasserverband Pinnau-Bilsbek-Gronau, einen Reiterverein Bilsbek und den MSC Bilsbek.